# Shaedon Sharpe
Shaedon Sharpe (London, 30 maggio 2003) è un cestista canadese.

## Carriera
Nel 2021 si lega ai Kentucky Wildcats, con l'intenzione di rimanere inattivo per la prima stagione. Dopo essersi dichiarato per il Draft NBA 2022, il 23 giugno viene selezionato con la settima scelta assoluta dai Portland Trail Blazers.

## Statistiche

### NBA

#### Regular Season
| Anno      | Squadra             | PG  | PT | MP   | TC%  | 3P%  | TL%  | RP  | AP  | PRP | SP  | PP   |
| --------- | ------------------- | --- | -- | ---- | ---- | ---- | ---- | --- | --- | --- | --- | ---- |
| 2022-2023 | Portland T. Blazers | 80  | 15 | 22,2 | 47,2 | 36,0 | 71,4 | 3,0 | 1,2 | 0,5 | 0,3 | 9,9  |
| 2023-2024 | Portland T. Blazers | 32  | 25 | 33,1 | 40,6 | 33,3 | 82,4 | 5,0 | 2,9 | 0,9 | 0,4 | 15,9 |
| 2024-2025 | Portland T. Blazers | 72  | 52 | 31,3 | 45,2 | 31,1 | 78,5 | 4,5 | 2,8 | 0,9 | 0,2 | 18,5 |
| Carriera  | Carriera            | 184 | 92 | 27,7 | 44,9 | 33,0 | 77,9 | 3,9 | 2,1 | 0,7 | 0,3 | 14,3 |

#### Massimi in carriera
- Massimo di punti: 36 vs Washington Wizards (26 febbraio 2025)[6]
- Massimo di rimbalzi: 9 vs Utah Jazz (22 marzo 2023)
- Massimo di assist: 7 vs Sacramento Kings (29 marzo 2023)
- Massimo di palle rubate: 4 vs Utah Jazz (22 marzo 2023)
- Massimo di stoppate: 2 (2 volte)
- Massimo di minuti giocati: 45 vs Sacramento Kings (29 marzo 2023)